# Франкфурт-Ган

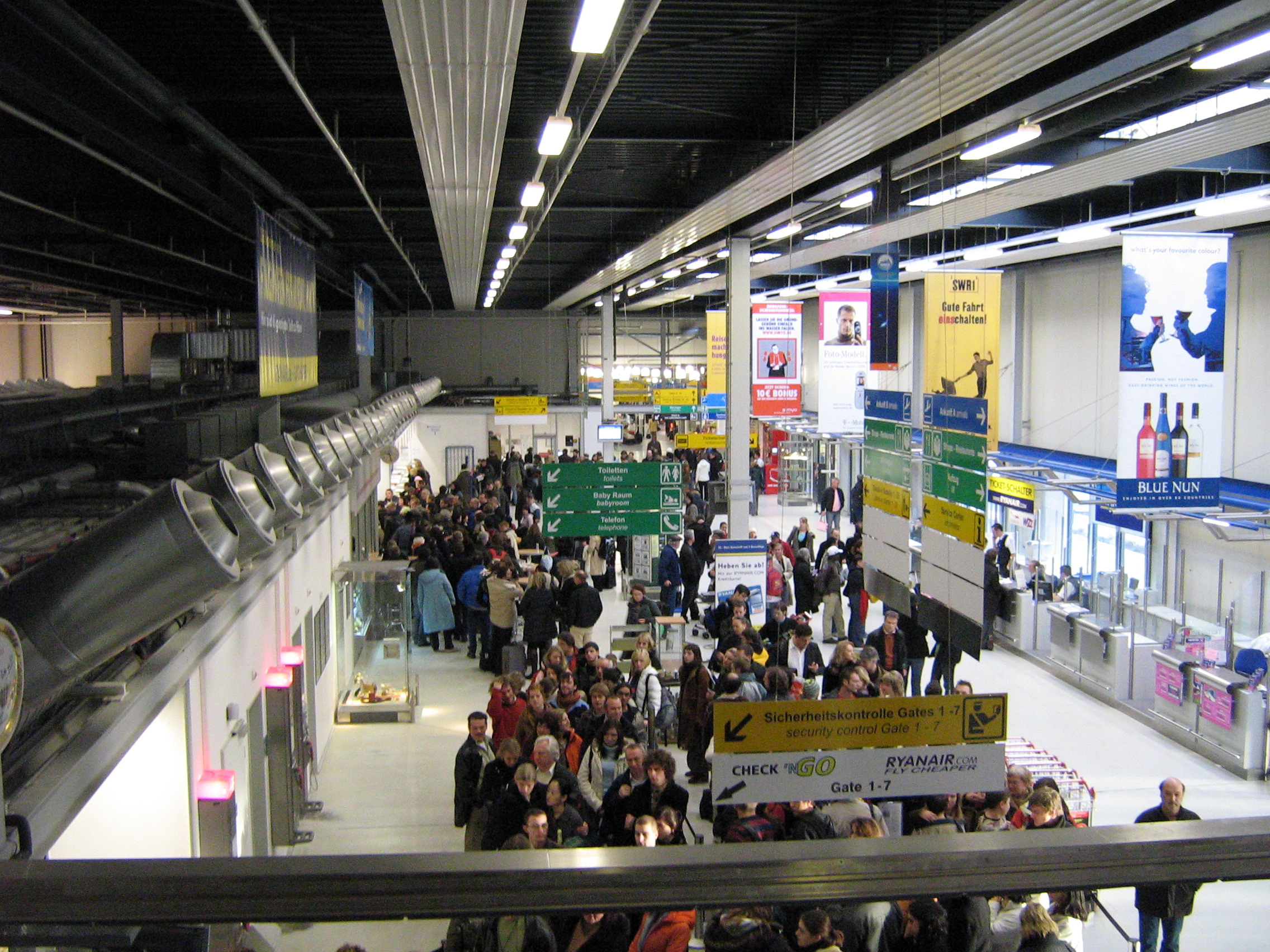
Зал реєстрації

Франкфурт-Ган (нім. Flughafen Frankfurt-Hahn, IATA: HHN, ICAO: EDFH) — міжнародний аеропорт, розташований за 10 км від міста Кірхберг та за 20 км від міста Зіммерн, Рейнланд-Пфальц, Німеччина. Шостий за об'ємом потоку вантажів аеропорт Німеччини.
Попри назву, аеропорт знаходиться приблизно посередині між Франкфуртом та Люксембургом — приблизно 120 км до кожного міста. Найближчі великі міста — Кобленц близько 70 км і Майнц близько 90 км.
Він був обладнаний на базі колишнього американського військового аеродрому. Перші польоти цивільних літаків були виконані в 1993 році, а 1999-го сюди прилетів перший лайнер ірландської Ryanair. У наступні роки ця авіакомпанія, яка лідирує на ринку пасажирських низькобюджетних перевезень в Європі, перетворила Франкфурт-Ган на свій опорний аеропорт у Німеччині.
У жовтні 2021 року компанія-оператор аеропорту Франкфурт-Ган подала заяву про банкрутство. Після кількох невдалих спроб купівлі аеропорту китайськими операторами, 3 лютого 2023 було оголошено, що аеропорт за €20 млн купує близький до Путіна російський олігарх Віктор Харитонін, який з 2018 року знаходиться у санкційному «Списку Путіна» міністерства фінансів США, але санкції ЄС на нього досі не накладено.

## Термінали
Аеропорт має два пасажирські термінали та один вантажний. Пасажирські термінали — A і B, мають декілька крамниць та ресторанів, наприклад, філію McDonald's На пероні є 11 місць стоянок для літаків середнього розміру, таких як Boeing 737. Вантажний перон має три місця стоянки для великих літаків, таких як Boeing 747-8F.

## Авіалінії та напрямки

### Пасажирські
| Авіакомпанія | Пункт призначення |
| ------------ | --- |
| Air Serbia   | Ніш |
| Ryanair      | Агадір (з 29 березня 2021), Баня-Лука, Барі, Комізо, Фес, Керрі, Київ-Бориспіль, Ламеція-Терме, Марракеш, Надор, Пескара, Рига (з 30 березня 2021),, Рим-Чіампіно, Салоніки, Тревізо (з 29 березня 2021), Вільнюс Сезонний: Альгеро, Кальярі, Ханья, Ібіца, Малага, Пальма-де-Мальорка, Понта-Делгада, Пула, Реус, Тенерифе-Південний |
| Wizz Air     | Клуж, Сібіу, Скоп'є, Софія, Тімішоара (з 30 березня 2021),, Тирана, Тузла, Варна |

### Вантажні
| Авіакомпанія       | Пункт призначення                |
| ------------------ | -------------------------------- |
| Silk Way Airlines  | Баку                             |
| Sky Gates Airlines | Москва-Шереметьєво, Новосибірськ |
| Suparna Airlines   | Усі, Сіань                       |

## Статистика
| 2004        | 2,751,585   |
| 2005        | ▲ 3,076,823 |
| 2006        | ▲ 3,704,633 |
| 2007        | ▲ 4,014,898 |
| 2008        | ▼ 3,940,159 |
| 2009        | ▼ 3,793,710 |
| 2010        | ▼ 3,493,451 |
| 2011        | ▼ 2,894,109 |
| 2012        | ▼ 2,790,961 |
| 2013        | ▼ 2,667,402 |
| 2014        | ▼ 2,447,140 |
| 2015        | ▲ 2,667,000 |
| 2016        | ▼ 2,609,156 |
| 2017        | ▼ 2.472.198 |
| Source: ADV |             |

Див. джерело запитів Вікіданих та джерела.